# Élections européennes de 2014 en Lettonie
Les élections européennes de 2014 ont eu lieu entre le 22 et le 25 mai selon les pays, et le samedi 24 mai 2014 en Lettonie. Ces élections étaient les premières depuis l'entrée en vigueur du Traité de Lisbonne qui a renforcé les pouvoirs du Parlement européen et modifié la répartition des sièges entre les différents États-membres. Néanmoins, les Lettons ont élu le même nombre de députés qu'en 2009, c'est-à-dire 8.

## Mode de scrutin
Les huit députés européens lettons sont élus au suffrage universel direct par les citoyens lettons et les ressortissants de l'UE inscrit au registre des résidents, âgés de plus de 18 ans. Le scrutin se tient selon le mode du vote préférentiel, et les sièges sont répartis proportionnellement entre les listes ayant dépassé 5 % des suffrages exprimés selon la méthode de Sainte-Laguë.

## Candidats
Les partis suivants ont déposé des listes auprès de la Commission électorale centrale :
| Parti | Parti                                            | Tête de liste      | Parti européen |
| ----- | ------------------------------------------------ | ------------------ | -------------- |
|       | Parti social-démocrate « Harmonie »              | Boriss Cilevičs    | PSE1           |
|       | Parti politique « Alternative »                  | Aleksandrs Mirskis |                |
|       | Parti social-démocrate du travail letton (LSDSP) | Jānis Dinevičs     | PSE1           |
|       | Pour une république présidentielle (PPR)         | Augusts Kūravs     |                |
|       | Parti letton de la renaissance                   | Andris Rubins      |                |
|       | Union chrétienne-démocrate                       | Mareks Raups       | MPCE           |
|       | Souveraineté                                     | Pāvels Sidorovs    |                |
|       | Association lettone des régions                  | Mārtiņš Bondars    |                |
|       | Union des verts et des paysans (ZZS)             | Andris Bērziņš     | PVE2           |
|       | Parti socialiste de Lettonie                     | Alfrēds Rubiks     | Initiative     |
|       | Unité                                            | Valdis Dombrovskis | PPE            |
|       | Union russe de Lettonie                          | Tatjana Ždanoka    |                |
|       | Développement letton                             | Andrejs Žagars     |                |
|       | Alliance nationale                               | Roberts Zīle       | ACRE           |

(1) Observateur
(2) Union électorale, seuls les Verts sont membres du PVE

## Résultats

### Répartition
| ← Élections au Parlement Européen de 2014 |                                          |         |        |        |        |              |
| Parti                                     | Parti                                    | Voix    | Voix   | Sièges | Sièges | Groupe au PE |
| Parti                                     | Parti                                    | %       | +/-    | Nombre | +/-    | Groupe au PE |
|                                           | Unité                                    | 46,19 % | +21.87 | 4      | +1     | PPE          |
|                                           | Alliance nationale                       | 14,25 % | +6,8   | 1      | =      | ECR          |
|                                           | Parti social-démocrate « Harmonie »      | 13,04 % | -6,53  | 1      | -1     | S&D          |
|                                           | Union des verts et des paysans (ZZS)     | 8,26 %  | +4,54  | 1      | +1     | ELD          |
|                                           | Union russe de Lettonie                  | 6,38 %  | -3,28  | 1      | =      | Verts/ALE    |
|                                           | Alternative                              | 3,73 %  | -      | 0      | -      | -            |
|                                           | Association lettone des régions          | 2,49 %  | -      | 0      | -      | -            |
|                                           | Développement letton                     | 2,12 %  | -      | 0      | -      | -            |
|                                           | Parti socialiste de Lettonie             | 1,54 %  | -      | 0      | -      | -            |
|                                           | Union chrétienne-démocrate               | 0,33 %  | -      | 0      | -      | -            |
|                                           | Parti social-démocrate du travail letton | 0,33 %  | -3,46  | 0      | -      | -            |
|                                           | Parti letton de la renaissance           | 0,28 %  | -      | 0      | -      | -            |
|                                           | Pour une république présidentielle       | 0,15 %  | -      | 0      | -      | -            |
|                                           | Souveraineté                             | 0,13 %  | -      | 0      | -      | -            |

### Analyse
Avec une participation de 30,03 %, les Lettons se sont bien moins rendus aux urnes qu'en 2009 (53,31 %) et qu'en 2004 (41,34 %).
Ces élections ont été marquées par le succès de l'Unité, parti de la première ministre Laimdota Straujuma, qui a remporté près de la moitié des suffrages exprimés, et quatre des huit sièges de la délégation lettone. Les autres sièges sont repartis entre quatre autres partis. L'Union des verts et des paysans fait ainsi son entrée au Parlement européen, alors que l'Alliance nationale et l'Union russe de Lettonie conservent chacune leur siège, et que le Parti social-démocrate « Harmonie » perd l'un de ses deux sièges.
Tatjana Ždanoka, députée de l'Union russe de Lettonie a annoncé rester au sein du Groupe des Verts/Alliance libre européenne, malgré les critiques au sein de son parti sur la ligne politique du groupe parlementaire vis-à-vis de la situation en Ukraine. Iveta Grigule, députée de l'Union des verts et des paysans a quant à elle annoncé son ralliement au groupe Europe de la liberté et de la démocratie directe, rassemblant UKIP et le Mouvement 5 étoiles. Enfin, Andrejs Mamikins, député du Parti social-démocrate « Harmonie », a fait part de son changement de groupe parlementaire, passant de la Gauche unitaire européenne/Gauche verte nordique à l'Alliance progressiste des socialistes et démocrates au Parlement européen. 